# Schmalblättriger Weißbecher
Der Schmalblättrige Weißbecher (Nierembergia linariifolia) ist eine Pflanzenart aus der Gattung der Weißbecher (Nierembergia) in der Familie der Nachtschattengewächse (Solanaceae). Diese Art ist sehr variabel und wurde früher in mehrere Arten unterteilt.

## Merkmale
Der Schmalblättrige Weißbecher ist eine am Grund verholzte ausdauernde Pflanze, die Wuchshöhen von 10 bis 30 Zentimeter erreicht. Der Stängel ist aufrecht oder aufsteigend. Die Blätter sind linealisch bis lanzettlich und weniger als 3,5 Millimeter breit. Die Blüten haben einen Durchmesser von höchstens 2,5 Zentimeter, sind weiß oder violett gefärbt und einzeln an den Stängelknoten zu finden. Die Blütenstiele sind 1,5 bis 16 Millimeter lang. Die Kronröhre ist 6,5 bis 16,5 Millimeter lang.
Blütezeit ist von Juni bis September.
Die Chromosomenzahl beträgt 2n = 16.

## Vorkommen
Der Schmalblättrige Weißbecher kommt in Süd-Brasilien, Argentinien, Uruguay und Paraguay in Waldsäumen und Hecken vor.

## Nutzung
Der Schmalblättrige Weißbecher wird zerstreut als Zierpflanze in Sommerrabatten, als Topfpflanze und auf Balkonen genutzt. Er wird oft einjährig  kultiviert. Diese Art ist seit der ersten Hälfte des 19. Jahrhunderts in Kultur.